# Bossen van de Vlaamse Ardennen en andere Zuid-Vlaamse bossen
Bossen van de Vlaamse Ardennen en andere Zuid-Vlaamse bossen is een Natura 2000-gebied (habitatrichtlijngebied BE2300007) in Vlaanderen.
Het gebied situeert zich vooral in de glooiende zuidelijke helft van de provincie Oost-Vlaanderen (de zogenaamde Vlaamse Ardennen) met nog een klein gedeelte in andere streken van de provincies Oost-Vlaanderen, West-Vlaanderen en Vlaams-Brabant. Het Natura 2000-gebied beslaat 5548 hectare verspreid over verschillende natuurgebieden in de gemeentes Galmaarden, Ternat, Opwijk, Gooik, Roosdaal, Liedekerke, Affligem, Zwevegem, Anzegem, Aalst, Ninove, Denderleeuw, Geraardsbergen, Sint-Lievens-Houtem, Herzele, Lierde, Ronse, Zottegem, Zwalm, Brakel, Horebeke, Maarkedal, Kluisbergen, Oudenaarde en Wortegem-Petegem.
In het gebied komen twaalf Europees beschermde habitattypes voor. De belangrijkste zijn de boshabitats zoals Beukenbossen met wilde hyacint (type 9130), eikenbeukenbossen met hulst (type 9120) en alluviale bossen met zwarte els en gewone es (type 91E0). Hieronder vallen zowel de typische bronbossen met goudveil, beekbegeleidend vogelkers-essenbos en het ruigte-elzenbos. Buiten het bos komen de volgende habitattypen voor: droge Europese heide (type 4030), heischrale graslanden en soortenrijke graslanden van zure bodems (type 6230), laaggelegen schraal hooiland (glanshaver- en grote vossenstaartgraslanden) (type 6510), kalktufbronnen met tufsteenformatie (type 7220), voedselrijke wateren met rijke waterplantvegetatie (type 3150) en voedselrijke, soortenrijke ruigtes langs waterlopen en boszomen (type 6430) .
Er komen 19 Europees beschermde soorten voor in het gebied: beekprik, bittervoorn, kamsalamander, rivierdonderpad, zeggenkorfslak en de volgende vleermuizen baardvleermuis, bosvleermuis, Brandts vleermuis, franjestaart, gewone grootoorvleermuis, grijze grootoorvleermuis, ingekorven vleermuis, gewone dwergvleermuis, kleine dwergvleermuis, laatvlieger, meervleermuis, rosse vleermuis, ruige dwergvleermuis en watervleermuis. Andere bedreigde soorten zijn gewone bronlibel en vuursalamander. De volgende vogels die beschermd zijn door de Europese vogelrichtlijn (Bijlage I) komen er tot broeden: wespendief, zwarte specht, middelste bonte specht en ijsvogel.
Op de top en op de flanken van de heuvels groeien beukenbossen met ‘blauwe tapijten’ in het voorjaar dankzij de wilde hyacint (lokaal ook blauwe kouskes genoemd). Daarnaast ontspringen er vele bronnen in de bronbossen. Daar sluit een klein agrarisch landschap bij aan, met houtkanten, hagen, bomenrijen en graslanden maar ook grote open kouters. De valleien worden gekenmerkt door natte valleibossen en populierenbossen, maar ook door vochtige graslanden langs kleinere rivieren en waterloopjes.
Gebieden die deel uitmaken van het Natura 2000-gebied 'Vlaamse Ardennen en andere Zuid-Vlaamse bossen' zijn onder andere: Bouvelobos, Kluisbos, Beiaardbos, Fonteinbos en Ingelbos, Feelbos, Kalkovenbos, Hotond-Scherpenberg, Bois Joly, Heynsdalebos, Muziekbos, Sint-Pietersbos, Bos Ter Eecken, Pyreneeën-Tombele, Koppenbergbos, Spijkerbos, Kuitholbos, Bos Ter Rijst, Bos t'Ename, Volkegembos, Burreken, Brakelbos, Bovenlopen Zwalm (met de Sassegembeek en de Dorenbosbeek), Everbeekse bossen (Kollebroeken, Parikebos, Steenbergbos, Trimpontbos en het Hayesbos als Vlaams deel van het Livierenbos), Middenloop Zwalm (met als deelgebieden onder andere Kloosterbos, Vijfstratenbos, Steenbergse bossen), Bertelbos, Parkbos-Uilenbroek, Hasseltbos, Cotthembos en Oombergse bossen (Vallei van de Cotthembeek), Raspaillebos, Moerbekebos, Karkoolbos, Markvallei (Rietbeemd en Kluysbos), Moenebroek, Boelarebos, Arduinbos, Bos Nieuwenhove, Neigembos, Wellemeersen, Kravaalbos, Osbroek, Liedekerkebos en het Kezelfort (als vleermuizenhabitat).
Het Beiaardbos en Fonteinbos, het Karkoolbos, het Parikebos en bepaalde delen van het Kluisbos, Sint-Pietersbos, Neigembos en Liedekerkebos zijn aangewezen als (meestal niet-toegankelijk) bosreservaat door het Agentschap voor Natuur en Bos. In het Bos t'Ename, Raspaillebos en de Everbeekse bossen werden Life-projecten uitgevoerd van de Europese Unie om boshabitats te herstellen en uit te breiden. In Pyreneeën-Tombele werd het Interreg-project Salamandra uitgevoerd om habitats te creëren voor de vuursalamander.
Binnen de Europese natuurdoelstellingen wordt op termijn 350 hectare extra bos gecreëerd in de Vlaamse Ardennen; het Kluisbos wordt via Feelbos, Beiaardbos, Fonteinbos en Ingelbos, Hotond-Scherpenberg, Kuitholbos en Spijkerbos verbonden met het Koppenbergbos en er komt 100 hectare bij het Muziekbos en het Sint-Pietersbos.

## Afbeeldingen

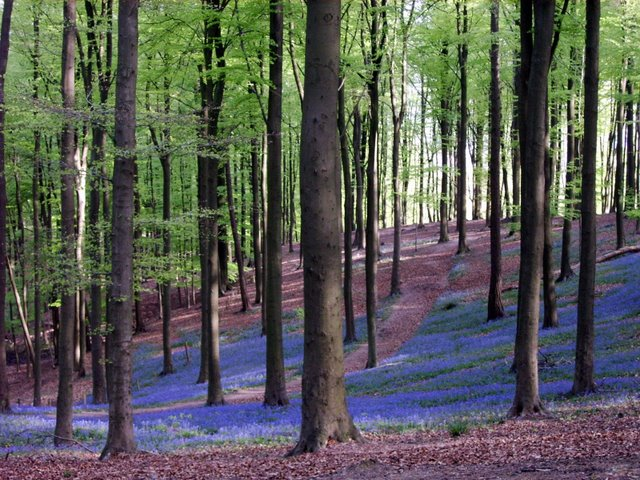
Muziekbos
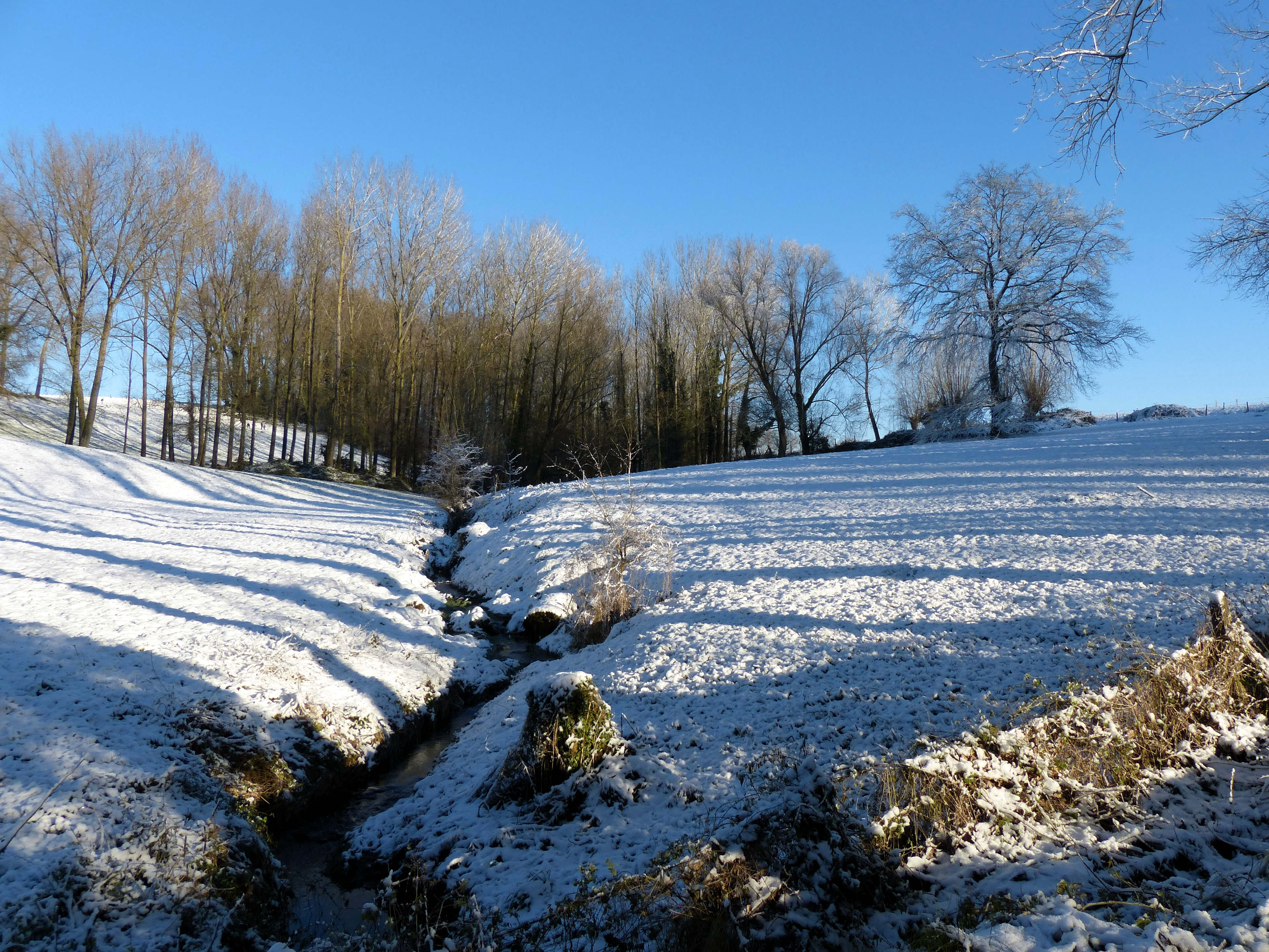
Steenbergse bossen
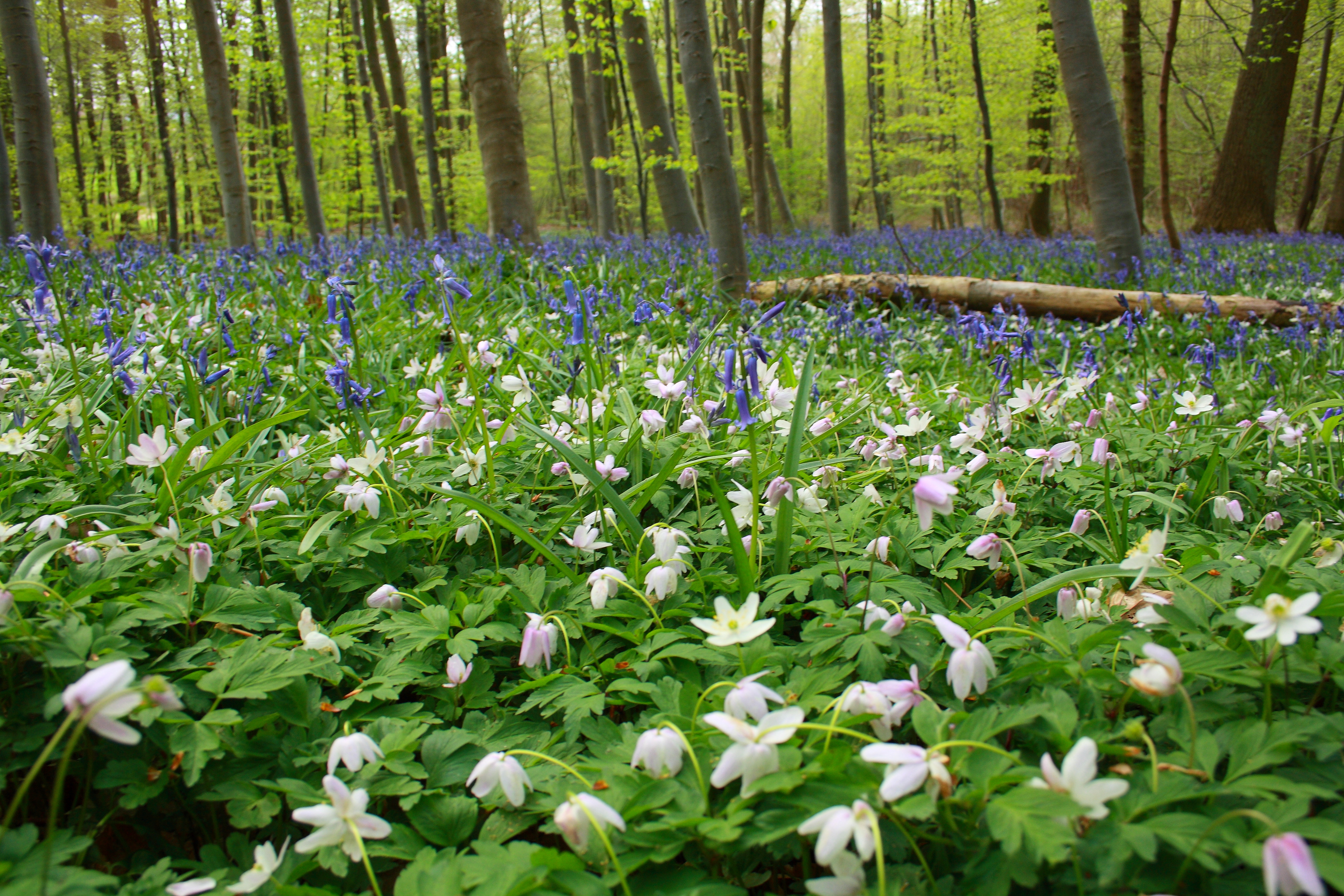
Bos Ter Rijst
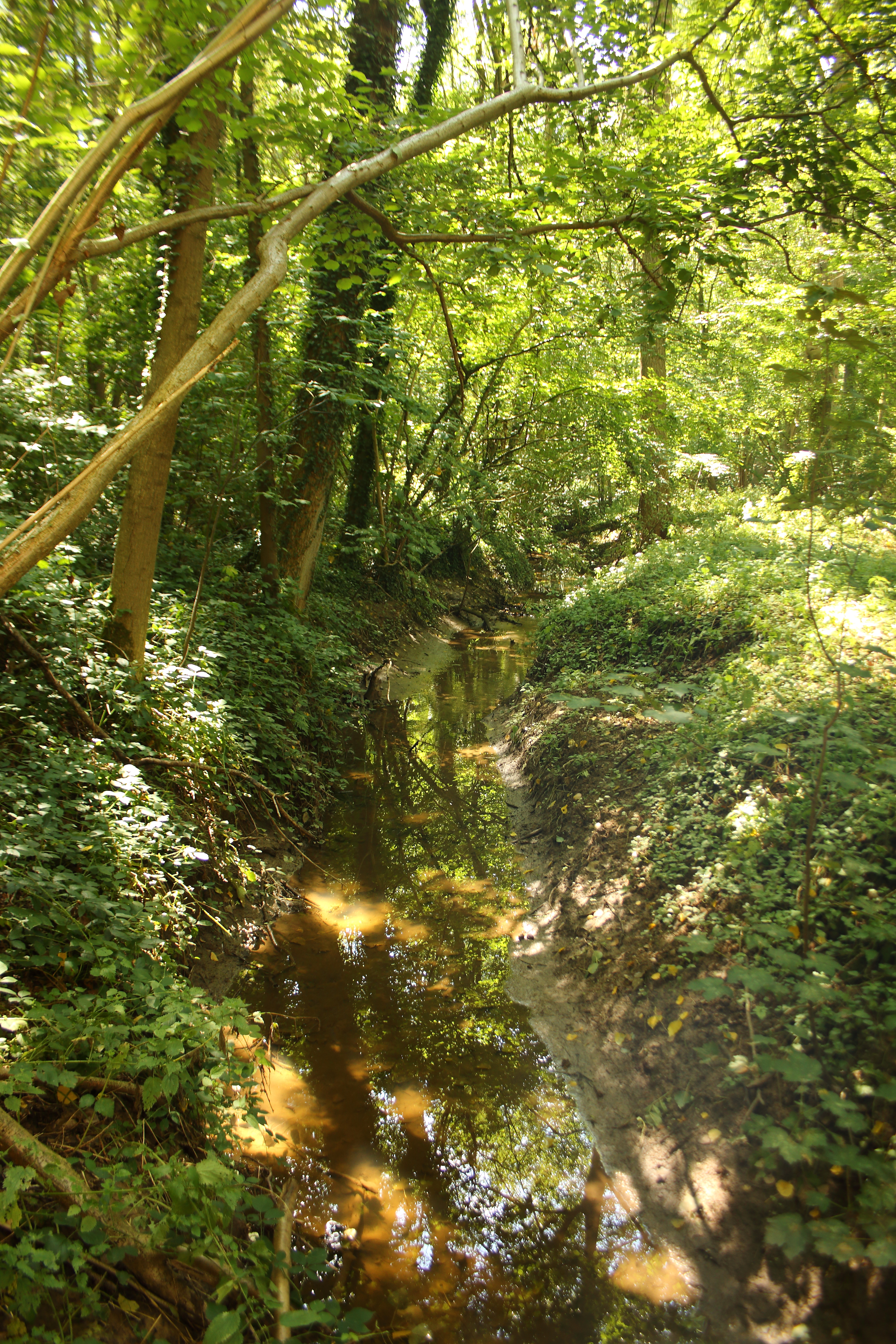
Cotthembos
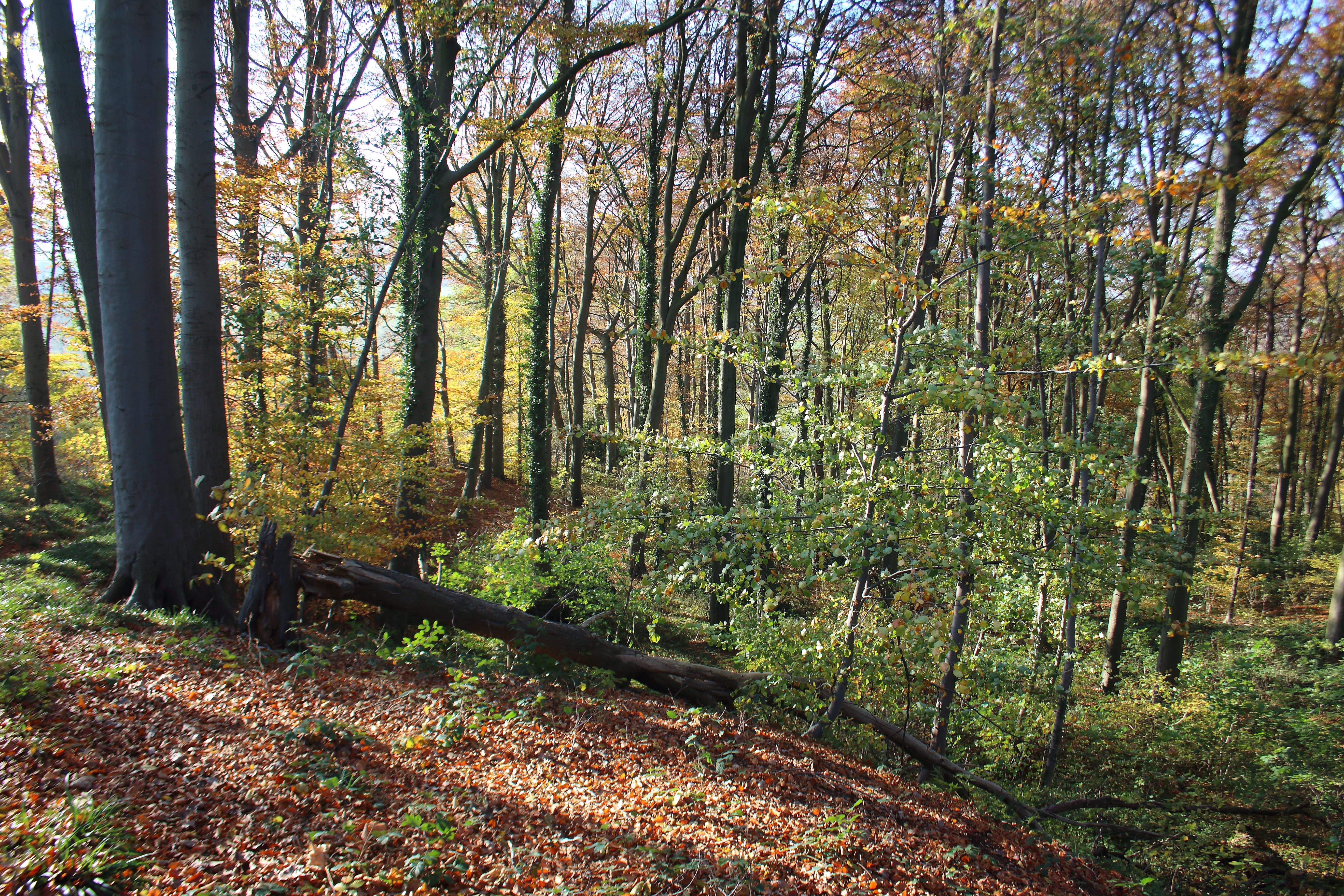
Kuitholbos
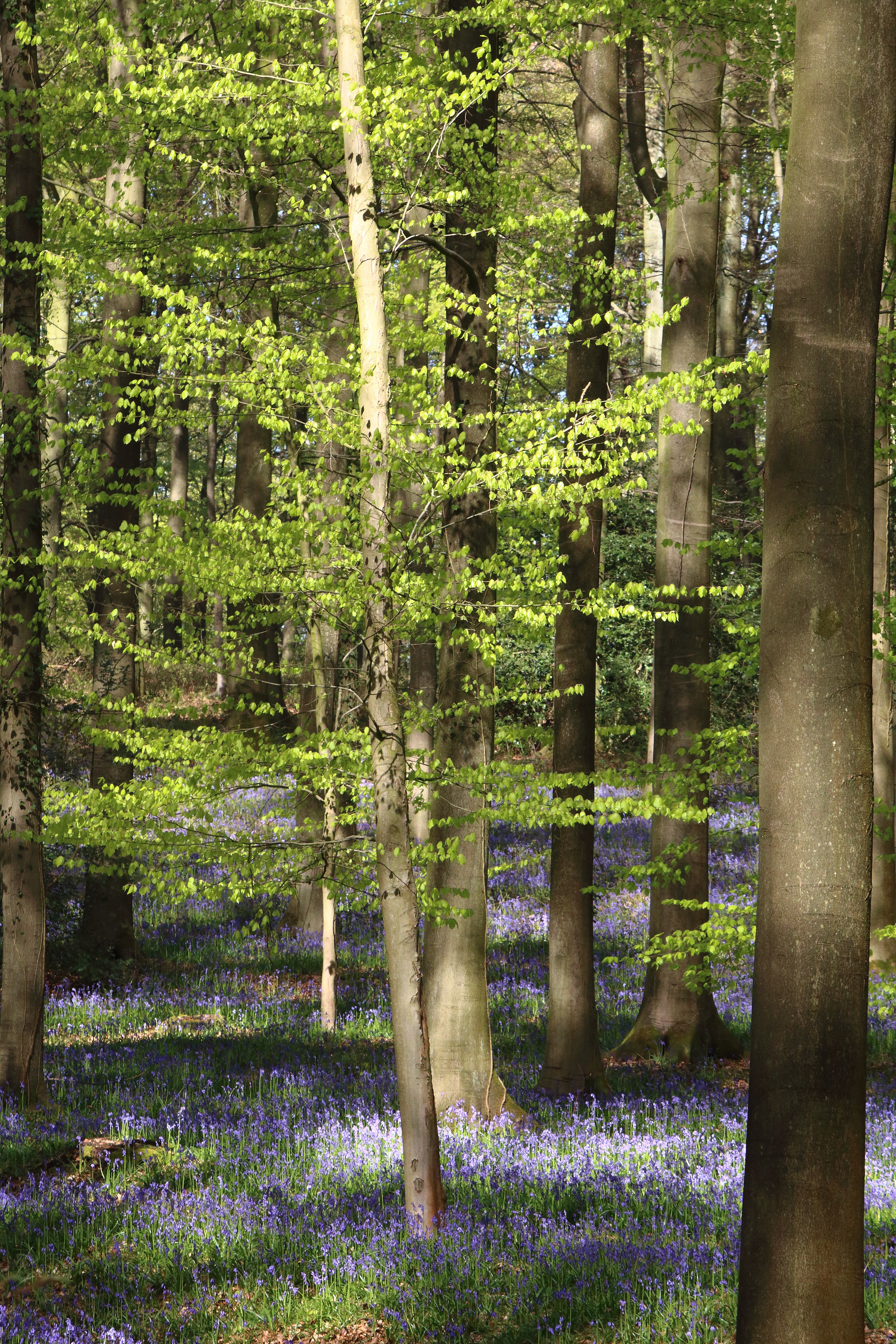
Brakelbos
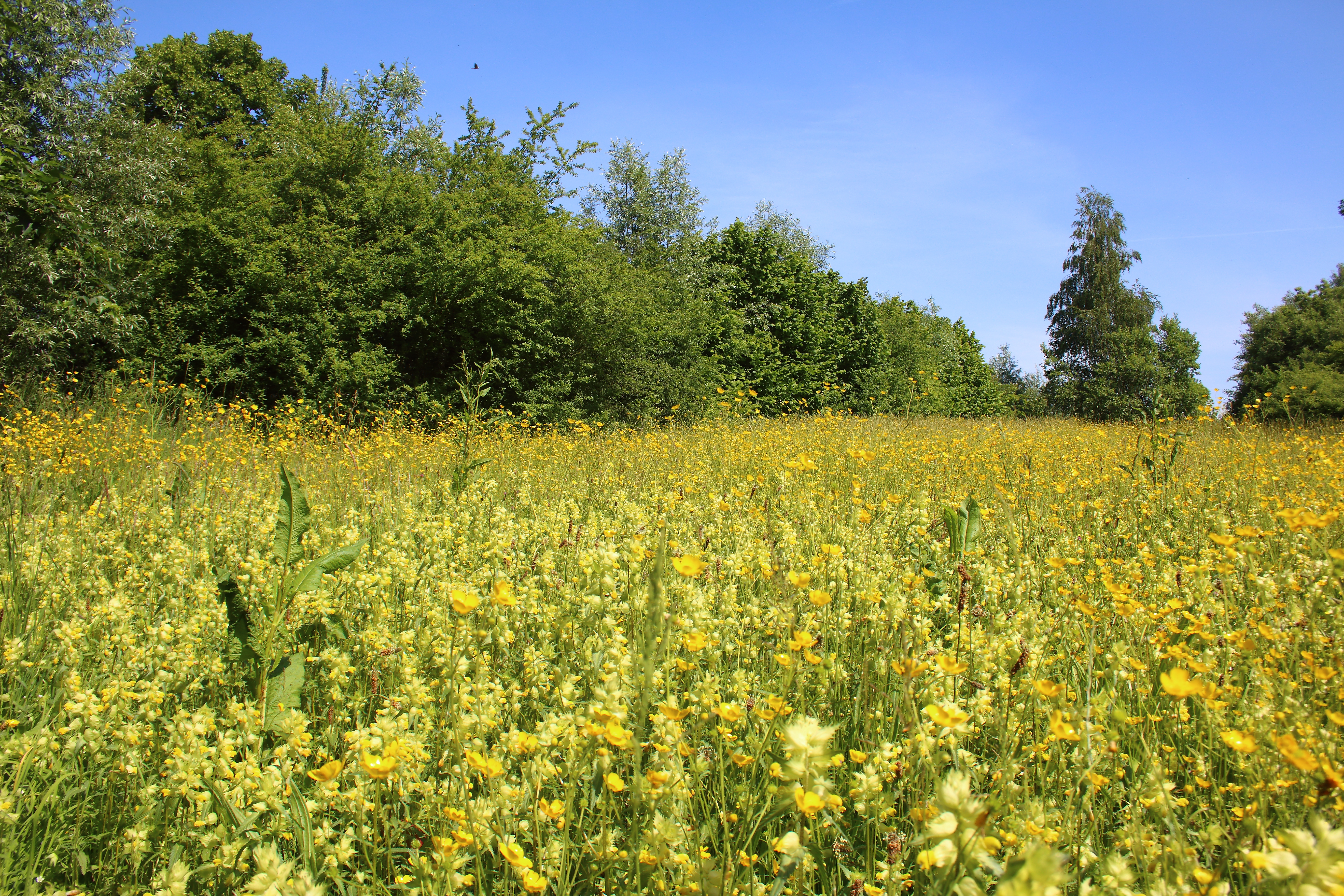
Volkegembos
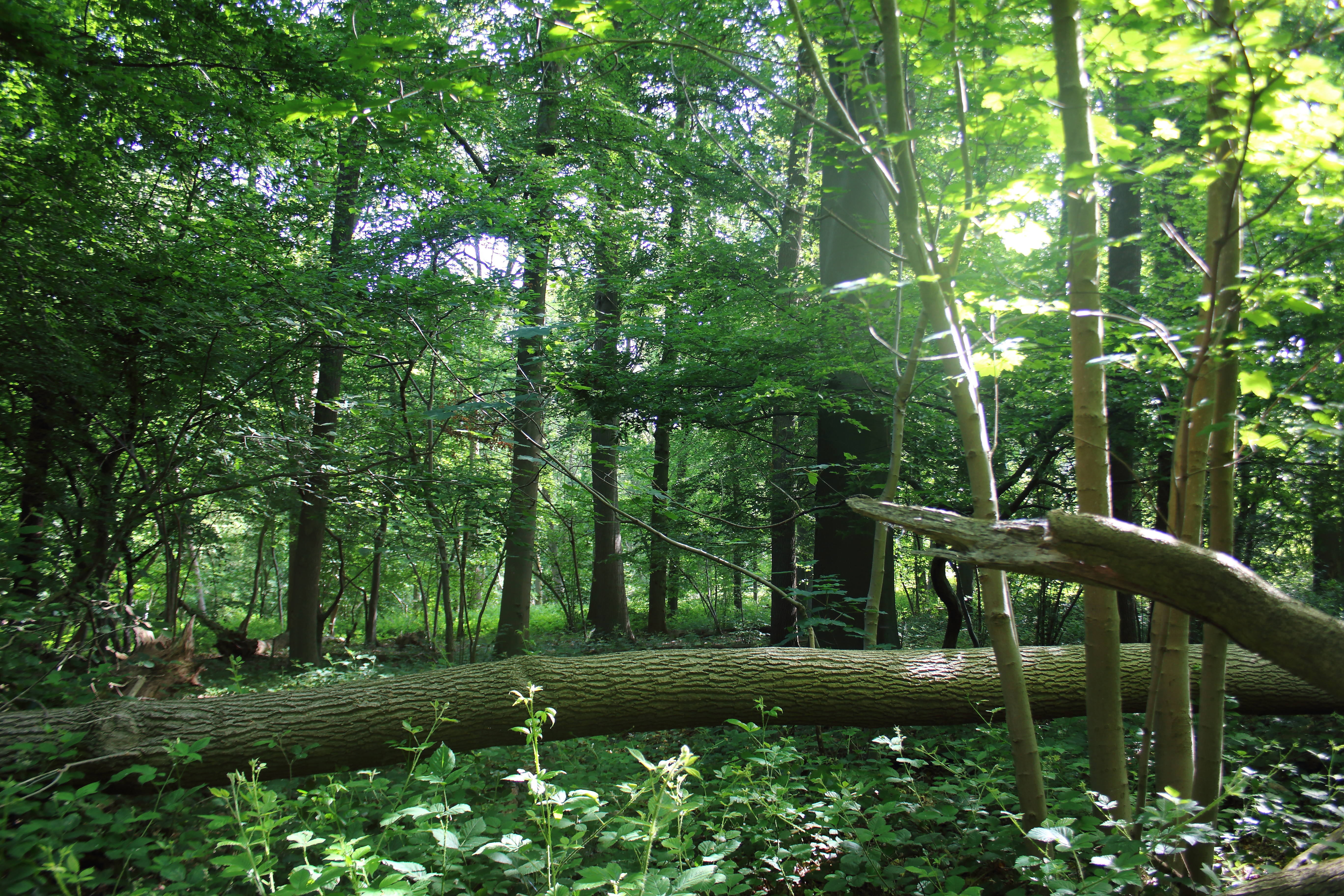
Bos t'Ename